# アチク民族義勇兵評議会
アチク民族義勇兵評議会（アチクみんぞくぎゆうへいひょうぎかい、英：Achik National Volunteer Council）は、1995年にインド共和国・メーガーラヤ州及び、隣接するバングラデシュに住むガロ人による分離独立を目的として設立された武装組織。

## 組織
最高指導者はディラシュ・R・マラク議長とされているが、全容は明らかでない。

## 動向
インド政府と戦闘状態にあったが、2004年7月に政府と停戦協定を締結した。以後は戦闘を行っていない。締結前は企業などに対する恐喝を行っていたとされる。

## テロ組織として
ANVCはインド政府によりテロ組織に指定されている。